# Matt Walsh (acteur)
Pour les articles homonymes, voir Matt Walsh et Walsh.
Matt Walsh, né le 13 octobre 1964 à Chicago, dans l'Illinois, est un acteur et humoriste américain.

## Filmographie partielle

### Cinéma
- 2003 : Retour à la fac (Old School) de Todd Phillips : Walsh
- 2004 : Starsky et Hutch de Todd Phillips : Eddie
- 2006 : L'École des dragueurs (School for Scoundrels) de Todd Phillips
- 2008 : Drillbit Taylor, garde du corps (Drillbit Taylor) de Steven Brill
- 2008 : Les Grands Frères (Role Models) de David Wain : Davith de Glencracken
- 2009 : The Goods: Live Hard, Sell Hard de Neal Brennan
- 2009 : Very Bad Trip de Todd Phillips
- 2010 : Cyrus de Mark Duplass et Jay Duplass
- 2010 : Date limite (Due Date) de Todd Phillips : agent de la TSA
- 2012 : Ted de Seth MacFarlane : Thomas
- 2012 : Free Samples de Jay Gammill
- 2014 : Black Storm de Steven Quale
- 2016 : SOS Fantômes de Paul Feig
- 2018 : Mère incontrôlable à la fac (Life of the Party) de Ben Falcone
- 2018 : Les Veuves (Widows) de Steve McQueen
- 2018 : Une drôle de fin (A Futile and Stupid Gesture) de David Wain
- 2019 : The Perfect Date de Chris Nelson
- 2022 : Father of the Bride de Gary Alazraki : Dr Gary Saeger
- 2023 : You People de Kenya Barris (en)
- 2023 : Flamin' Hot d'Eva Longoria
- 2025 : Novocaine de Dan Berk et Robert Olsen

### Télévision
- 2004-2009 : Reno 911, n'appelez pas ! : Ranger Glen / Ian Meltzer
- 2008 : Little Britain USA
- 2010 : Community : Joshua
- 2010-2011 : Hung : Matt Saline
- 2010 : Childrens Hospital : Cameraman
- 2012-2019 : Veep : Mike McLintock
- 2014-2016 : Brooklyn Nine-Nine : inspecteur Lohank

### Comme réalisateur
- 2011 : High Road
- 2014 : A Better You

## Voix francophones
En version française, Matt Walsh est dans un premier temps doublé par Jean-François Aupied dans Bad Santa. Par la suite, il devient une voix régulière de l'acteur, le retrouvant dans The Darkness, Brigsby Bear ou encore Une drôle de fin.
À la suite du décès d'Érik Colin, Laurent Morteau le remplace dans la série Veep. Au cours des années 2010, il devient sa deuxième voix régulière, le doublant dans Joyeux Bordel !, SOS Fantômes, The Do-Over ou plus récemment dans Flamin' Hot. En parallèle, Yann Guillemot (Les Grands Frères, You People) et Michel Voletti (Hung, Brooklyn Nine-Nine) lui ont prêté leurs voix à deux reprises.
Enfin, à titre exceptionnel, Loïc Houdré le double dans Hung (en remplacement de Michel Voletti) tout comme Bernard Alane dans Ted, Richard Leroussel dans The Brass Teapot, Jean-Pascal Quilichini dans Black Storm, Patrick Donnay dans Les Espions d'à côté, Emmanuel Lemire dans Crazy Ex-Girlfriend, Guy Chapellier dans Mère incontrôlable à la fac, Fabien Jacquelin dans The Perfect Date, Mario Bastelica dans Father of the Bride et Christophe Seugnet dans Mauvaise connexion ! (en).
En version québécoise, François Trudel double l'acteur à trois occasions, dans L'Académie des losers, Ted et Noël en folie au bureau.
Exceptionnellement, il est doublé par Tristan Harvey dans Semi-pro, Jean Harvey dans Des Gars modèles, Stéphane Brulotte dans Dans la tempête, Thiéry Dubé dans Nos voisins les Jones et Christian Perrault dans Rejouer le passé (en).